# Station Jackowice
Station Jackowice is een spoorwegstation in de Poolse plaats Jackowice.